# Lisa s'en va-t-en guerre
Lisa s'en va-t-en guerre (Lisa vs. Malibu Stacy) est le 14e épisode de la saison 5 de la série télévisée d'animation Les Simpson.

## Synopsis
Lorsque l'épisode commence, le père d'Homer Simpson, Abraham Simpson, se rend chez les Simpson pour leur offrir une série de cadeaux dont un coffret rempli de pièces de monnaie.
La famille décide alors de tout dépenser en se rendant au centre commercial. Lisa y découvre la nouvelle poupée Malibu Stacy qui, nouveauté, parle. Après l'avoir achetée et être rentrée chez elle, cette dernière décide d'essayer son nouveau jouet. Mais après de nombreux essais, elle découvre que les seules paroles prononcées par la poupée ont un caractère sexiste et dévalorisant pour les femmes (« Il faut enseigner le shopping à l'école », « Ne me demandez pas ça, je suis une fille, haha » ou « Trop réfléchir ça donne des rides »). 
Ses copines, possédant également la poupée qui parle, ne sont pas choquées par ces propos. Elle décide alors de mener son combat. Après une visite à l'usine qui fabrique Malibu Stacy, elle trouve Waylon Smithers, grand fan des poupées et lui indiqua l'adresse de la créatrice, Stacy Lovelle. Mais celle-ci n'a plus aucune influence sur les poupées Malibu Stacy, elle fut renvoyée car sa vision n'était pas assez rentable. Ensemble, elles décident alors de créer une nouvelle Malibu Stacy qui possédera « l'intelligence de Simone de Beauvoir et la beauté d'Eleanor Roosevelt ».
Pendant ce temps, le grand-père Simpson est devenu employé d'un Krusty Burger pour retrouver sa jeunesse. Mais il abandonne en se rendant compte qu'être vieux, c'est être libre de pouvoir râler continuellement et de faire ce que l'on veut. Pendant ce temps, la poupée de Lisa et Stacy est mise en rayon, mais seule une petite fille l'achète car une nouvelle Malibu Stacy est sortie en même temps. Lisa est cependant contente et achève en disant que son combat en valait la peine.

## Parodies
- Poupée Barbie

## Invitée
- Kathleen Turner, doublant Stacy Lovell.